# The Knighty Duck Dodgers
The Knighty Duck Dodgers es un cortometraje animado de Looney Tunes producido por Friz Freleng y escrito por Warren Foster estrenado el 14 de mayo de 1963. Este es el segundo cortometraje basado en Duck Dodgers. Dado que en la actualidad no existen imágenes o copias sobrevivientes del capítulo, el mismo se encuentra completamente perdido

## Argumento
Duck Dodgers entra de nuevo en acción cuando Marvin el Marciano, ahora unido a la Corporación Acme, crea una pistola láser que puede ser capaz de carbonizar cualquier cosa, incluyendo la tierra. Duck Dodgers entra a la corporación escalando el edificio con una soga, pero justo ahí es atrapado por unos guardias. Al despertar, ve muchos residuos nucleares en una sala de la corporación, pero no logra entender que hacen allí. 
Mientras está en la sala, Duck Dodgers abre una ventana y ve a Marvin con la pistola, entonces sale de la sala y reta a una batalla a Marvin. Marvin usa su pistola láser pero Duck Dodgers esquiva todos los rayos y entonces toma la pistola, la tira hacia abajo del edificio y explota. Duck Dodgers se retira y vuelve a ser el Pato Lucas.
- Datos: Q27955409